# Kamienica Wikariacka w Krakowie
Kamienica Wikariacka – zabytkowa kamienica znajdująca się w Krakowie, w dzielnicy I Stare Miasto przy ulicy Grodzkiej 44, na rogu z ulicą Senacką 10, na Starym Mieście.

## Historia kamienicy
Kamienica została wzniesiona około 1412 przez Kaldherberga. Od 1432 do 1710 była nieprzerwanie siedzibą wikariuszy zamkowych, od czego pochodzi jej nazwa. W 1710 została nabyta przez nieznanego z imienia Przedziechowica i od tej pory znajdowała się w rękach prywatnych. W 1745 została przebudowana przez Stanisława Rembskiego. Kolejna przebudowa miała miejsce w 1909, według projektu architekta Beniamina Torbego. W 1942 w parterze kamienicy, od strony ulicy Grodzkiej, przebito podcienia.
4 maja 1965 kamienica została wpisana do rejestru zabytków. Znajduje się także w gminnej ewidencji zabytków.